# Myrcia atramentifera
Myrcia atramentifera är en myrtenväxtart som beskrevs av João Barbosa Rodrigues. Myrcia atramentifera ingår i släktet Myrcia och familjen myrtenväxter. Inga underarter finns listade i Catalogue of Life.